# Miklóska Lajos
Miklóska Lajos (Budapest, 1948. február 26. –) magyar basszusgitáros és dalszövegíró.
1965 tavaszán az Atlantis Nr2 zenekarban kezdett zenélni Radics Bélával és Pintér Istvánnal, akik az Atlantisból váltak ki. Nagyon kevés koncertjük volt, az év legvégén a zenekar megszűnt, a továbbiakban a Febris zenekarban játszott. 1968 tavaszán a régi zenésztárssal folytatta, Radics Béla híres hard rock együttesének, a Sakk Mattnak lett tagja. Beceneve az "Apu", melyet azért kapott Radics Bélától, mert már ekkor volt gyereke. 1969 legvégén a zenekar hivatalosan is feloszlott. Miklóska, Csuha Lajos és Dancsák Gyula Hőnig Rezsővel megalakította a Korong együttest.
1972-ben a Jézus Krisztus szupersztár magyarországi ősbemutatóján Júdás szerepét énekelte, mellette a zenekar tagja is volt. A rocktörténeti eseményen és máskor is, frenetikus átéléssel énekelte Júdás áriáját. 1973 szeptemberétől 1974 tavaszáig a Syrius tagja lett, miután Orszácky Jackie Ausztráliába távozott. Egy rádiófelvétel készült itt vele, és a Sápadt fényű ablak című Syrius-kislemezen is ő szerepel.
1974-ben rövid ideig Koncz Zsuzsa kísérőzenekarának, a Korálnak alapító tagja lett.
1978 januárja és 1981 augusztusa között a sikerei csúcsán lévő Beatricében zenélt, a zenekar szinte az összes klasszikus slágerének zenéjét ő írta. 1982-ben a Rock Színház tagja lett, a Sztárcsinálókban Kipriaszt alakítja, mely nagylemezen is megjelent. 1987 májusától ismét a Beatrice tagja, 1988 végén egészségi állapota miatt kikerült a Beatricéből, majd 1989 tavaszán megalakította Kuro-Shio nevű együttesét.
2005-ben két szerepet is játszott Miklós Tibor Ilyenek voltunk című nosztalgikus darabjában.
2018-ban életéről könyv jelent meg Miklóska Lajos élete és munkássága címen.

## Diszkográfia

### Sakk-Matt
- Koncert - Danuvia Műv. Ház 1968 (Radics Béla felvételei)

### Korong
- Szegfű Barnabás / Az utolsó villamos (1972) (SP 928)[1]
- Menj el, szólt a lány (1972) (SP70016) – fél kislemez[2]

Syrius
- Sápadt fényű ablak (1974) (SP 70097)

### Beatrice
- Demo (1978)
- Mire megy itt a játék (1980) – fél kislemez
- Kisstadion ’80 (1980) – Beatrice–LGT–Omega közös album (Koncertfelvétel)
- Nagy Feró - Hamlet (1986)
- Beatrice '78–'88 (1988) – dupla album
- Betiltott dalok (Megkerült hangszalag, 1979) (1993)
- Betiltott dalok II./1981 (Tudományos Rockizmus, 1981) (2013)

### Rock Színház
- Sztárcsinálók Pepita SLPX 17702 (1982)